# Étienne Pradeau
Pour les articles homonymes, voir Pradeau.
Étienne Pradeau est un comédien et chanteur lyrique français né le 11 février 1817 à Bordeaux et mort le 20 janvier 1895 à Paris 9e.

## Biographie
Il débute en 1848 à l'Opéra-Comique dans le rôle de Dickson de La Dame blanche, opéra de Boieldieu. C'est là que Jacques Offenbach le découvre et l'engage pour inaugurer la salle qu'il vient d'acquérir au carré Marigny et qu'il a baptisé Bouffes-Parisiens. Le 5 juillet 1855, il rencontre un succès phénoménal dans le rôle de Patachon des Deux Aveugles, « bouffonnerie musicale » d'Offenbach et Jules Moinaux, qu'il jouera avec Jean Berthelier plus de 300 fois. Dès lors, il est de presque toutes les créations du compositeur, qui a transporté entre-temps son théâtre passage Choiseul : Le Rêve d'une nuit d'été, Madame Papillon, Ba-ta-clan (1855), Élodie ou le Forfait nocturne, Tromb-al-ca-zar, La Rose de Saint-Flour, Le Financier et le Savetier (1856), Croquefer, Les Deux Pêcheurs (1857)... mais aussi les deux Docteur Miracle, première opérettes de Georges Bizet et Charles Lecocq, Les Pantins de Violette d'Adolphe Adam et Six demoiselles à marier du jeune Léo Delibes.
De retour d'une tournée triomphale à Marseille et Bad Ems (Allemagne), il quitte inexplicablement les Bouffes (et rate de ce fait la création de la première œuvre majeure d'Offenbach : Orphée aux Enfers) pour entrer au Palais-Royal où il crée de nombreux vaudevilles de Labiche : Le Grain de café (qui connaît un échec), En avant les Chinois !, Le Calife de la rue Saint-Bon, Voyage autour de ma marmite mais aussi Ma nièce et mon ours, Une giroflée à cinq feuilles, , Le Passage Radziwil, Arrêtons les frais. Il y reprend également les rôles de Sainville : Le Bourreau des crânes, L'Omelette fantastique, Le Misanthrope et l'Auvergnat...
En 1862, il rentre aux Bouffes-Parisiens où Offenbach lui confie des rôles à sa (dé)mesure dans Le Voyage de MM. Dunanan père et fils, Les Bavards, L'Amour chanteur, Il signor Fagotto et Les Géorgiennes. Sa « rondeur » en fait un Sancho idéal pour le Don Quichotte que Victorien Sardou destine au Gymnase. Pradeau y est donc engagé en 1864. Au cours des dix années qui suivent, il y apparaît dans Nos bons villageois (1866), Les Grandes Demoiselles, Séraphine (1868), Les Cloches du soir  (1872), La Femme de Claude (1873), Brûlons Voltaire ! et Madame est trop belle de Labiche (1874)... mais aussi dans le rôle plus classique d'Arnolphe de L'École des femmes de Molière.
Après un passage-éclair au Palais-Royal pour y créer La Guigne de Labiche en 1875, il renoue avec l'opérette aux Variétés. Il crée Le Manoir de Pictordu de Serpette, La boulangère a des écus (1875) et Le Docteur Ox (1877) d'Offenbach, Le roi dort de Labiche et Delacour (1876) et participe à de nombreuses reprises : Les Trois Épiciers, Le Dîner de Madelon (1875), Le Dada (1876), La Poudre d'escampette, La Cigale de Meilhac et Halévy (1877), Les Tribulations d'un témoin (1878)...
Il se retire peu à peu de la scène. Il est encore à l'affiche du tout nouveau théâtre des Nouveautés en 1879 (Fatiniza de von Suppé) et de l'Odéon en 1881 (L'Institution Sainte-Catherine).

## Carrière
- 1848 : La Dame blanche de Boieldieu, Opéra-Comique : Dickson
- 1855 (5 juillet) : Les Deux Aveugles de Jacques Offenbach, Bouffes-Parisiens : Patachon
- 1855 (29 décembre) : Ba-ta-clan de Jacques Offenbach, Bouffes-Parisiens : Fé-ni-han
- 1856 (3 avril) : Tromb-al-ca-zar de Jacques Offenbach, Bouffes-Parisiens : Beaujolais
- 1856 (mai) : Les Pantins de Violette d'Adolphe Adam, Bouffes-Parisiens : Alcofribas
- 1856 (12 juin) : La Rose de Saint-Flour de Jacques Offenbach, Bouffes-Parisiens : Marcachu
- 1856 (23 septembre) : Le Financier et le Savetier de Jacques Offenbach, Bouffes-Parisiens : Belazor
- 1856 (novembre) : Six demoiselles à marier de Léo Delibes, Bouffes-Parisiens : Beaucoq
- 1857 (12 février) : Croquefer de Jacques Offenbach, Bouffes-Parisiens : Croquefer
- 1857 (8 avril) : Le Docteur Miracle de Charles Lecocq, Bouffes-Parisiens : le podestat
- 1857 (9 avril) : Le Docteur Miracle de Georges Bizet, Bouffes-Parisiens : le podestat
- 1857 (13 novembre) : Les Deux Pêcheurs de Jacques Offenbach, Bouffes-Parisiens : Gros-Minet
- 1858 (3 novembre) : Le Grain de café d'Eugène Labiche et Marc-Michel, Palais-Royal : Anatole Montchardin
- 1958 (7 décembre) : Le Calife de la rue Saint-Bon d'Eugène Labiche et Marc-Michel, Palais-Royal : Ben-Sidi Moutonnet
- 1958 (24 décembre) : En avant les Chinois ! d'Eugène Labiche et Delacour, Palais-Royal : Neptune / Œdipe Roi
- 1859 (29 novembre) : Voyage autour de ma marmite d'Eugène Labiche et Delacour, Palais-Royal : Alzéador
- 1862 (22 mars) : Le Voyage de MM. Dunanan père et fils de Jacques Offenbach, Bouffes-Parisiens : Tympanon
- 1863 (20 février) : Les Bavards de Jacques Offenbach, Bouffes-Parisiens : Sarmiento
- 1864 (18 janvier) : Il signor Fagotto de Jacques Offenbach, Bouffes-Parisiens : Bacolo
- 1864 (16 mars) : Les Géorgiennes de Jacques Offenbach, Bouffes-Parisiens : Rhododendron-Pacha
- 1864 (25 juin) : Don Quichotte de Victorien Sardou, Gymnase : Sancho Pança
- 1874 (7 mars) : Brûlons Voltaire ! d'Eugène Labiche et Louis Leroy, Gymnase : Marchavant
- 1874 (30 mars) : Madame est trop belle d'Eugène Labiche et Alfred Duru, Gymnase : MarchavantChambrelan
- 1875 (28 mai) : Le Manoir de Pictordu de Gaston Serpette, Variétés : Isidore Flochardet
- 1875 (19 octobre) : La boulangère a des écus de Jacques Offenbach, Variétés : le commissaire
- 1876 (31 mars) : Le roi dort d'Eugène Labiche et Delacour, Variétés : Rédillon
- 1877 (26 janvier) : Le Docteur Ox de Jacques Offenbach, Variétés : Van Tricasse